# Березинское сельское поселение (Тюменская область)
Березинское се́льское поселе́ние — муниципальное образование в Викуловском районе Тюменской области Российской Федерации.
Административный центр — село Березино.

## История
Статус и границы сельского поселения установлены Законом Тюменской области от 5 ноября 2004 года № 263 «Об установлении границ муниципальных образований Тюменской области и наделении их статусом муниципального района, городского округа и сельского поселения».

## Население
| 2010 | 2011 | 2012 | 2013 | 2014 | 2015 | 2016 |
| ---- | ---- | ---- | ---- | ---- | ---- | ---- |
| 819  | ↘818 | ↘779 | ↘773 | ↘754 | ↘744 | ↘731 |
| 2017 | 2018 | 2019 | 2020 | 2021 |      |      |
| ↘721 | ↗725 | ↘709 | ↘704 | ↗793 |      |      |

## Состав сельского поселения
| № | Населённый пункт | Тип населённого пункта       | Население |
| - | ---------------- | ---------------------------- | --------- |
| 1 | Березино         | село, административный центр | 285       |
| 2 | Боково           | село                         | 288       |
| 3 | Иковское         | деревня                      | 123       |
| 4 | Петрова          | деревня                      | 123       |